# Conducción eléctrica
La conducción eléctrica es el movimiento de partículas eléctricamente cargadas a través de un  conductor eléctrico. El movimiento de las cargas constituye una corriente eléctrica. El transporte de las cargas puede ser a consecuencia de la existencia de un campo eléctrico, o debido a un gradiente de concentración en la densidad de carga, o sea, por difusión.
La conducción en metales y resistencias está bien descrita por la Ley de Ohm, que establece que la corriente es proporcional al campo eléctrico aplicado. Se calcula la conductividad σ para caracterizar la facilidad con la que aparece en un material una densidad de corriente (corriente por unidad de área) j, definida como:
j = σ E
o por su recíproco la resistividad ρ:
j = E / ρ
La conducción en dispositivos semiconductores puede darse debido a una combinación de campo eléctrico (deriva) y de difusión. La densidad de corriente es entonces
j = σ E + D ∇qn
siendo q la carga eléctrica elemental y n la densidad de electrones. Los portadores se mueven en la dirección de decrecimiento de la concentración, de manera que para los electrones una corriente positiva es resultado de una gradiente de densidad positivo. Si los portadores son "huecos", cámbiese la densidad de electrones n por el negativo de la densidad de huecos p.
En los materiales linealmente anisótropos, o, ρ y D son tensores.

## Sólidos (incluidos los sólidos aislantes)
En los sólidos cristalinos, los átomos interaccionan con sus vecinos, y los niveles de energía de los átomos individuales forman bandas. El hecho de que un material conduzca o no, viene determinado por su estructura de bandas y por la ocupación de dichas bandas determinada por los niveles de Fermi. Los electrones, al ser fermiones, siguen el principio de exclusión de Pauli, por lo que dos electrones dentro de un mismo sistema de interacciones no pueden ocupar el mismo estado, lo cual significa que sus cuatro números cuánticos han de diferir. Así los electrones en un sólido rellenan bandas de energía hasta un cierto nivel, llamado la energía de Fermi. Las bandas que están completamente llenas de electrones no pueden conducir la electricidad, porque no hay estados cercanos de energía a los que los electrones puedan saltar. Los materiales con todas las bandas llenas (la energía de Fermi es entre dos bandas) son aislantes. Sin embargo, en algunos casos, la Teoría de bandas falla y materiales que se predecían como conductores por la Teoría de bandas se vuelven aislantes. Los aislantes de Mott y los aislantes por transferencia de carga son dos clases de ejemplos.

### Metales
Los metales son buenos conductores de la electricidad y del calor porque tienen espacios sin rellenar en la banda de energía de valencia. (El nivel de Fermi marca una ocupación solo parcial de la banda). En ausencia de campos eléctricos, la conducción eléctrica se produce en todas direcciones a velocidades muy elevadas. Incluso a la temperatura más fría posible - en el cero absoluto - la conducción eléctrica puede aún darse a las velocidad de Fermi (la velocidad de los electrones con energía de Fermi). Cuando se aplica un campo eléctrico, un ligero desequilibrio desarrolla un flujo de los electrones móviles. Los electrones de esta banda pueden verse acelerados por el campo porque hay multitud de estados cercanos sin rellenar en la banda.
La resistencia en los metales se da por la dispersión de electrones desde defectos en el entramado o por fonones. El modelo de Drude representa una teoría grosera clásica para metales sencillos, en el que la dispersión es caracterizada por un tiempo de relajación τ. La conductividad viene entonces dada por la fórmula:
{\displaystyle \sigma ={\frac {ne^{2}\tau }{m}}}
donde n es la densidad de conducción eléctrica, e es la carga del electrón, y m es la masa del electrón. Un modelo mejor es el de la llamada teoría semiclásica, en la cual el efecto de la potencial periodicidad del entramado sobre los electrones les dota de una masa efectiva (ref. teoría de bandas).

### Semiconductores
El nivel de Fermi en un semiconductor está situado de manera que está o lleno o vacío. Un sólido que no tiene bandas parcialmente rellenas es un aislante, pero a temperaturas finitas, los electrones pueden ser excitados térmicamente desde la banda de valencia hasta la siguiente más elevada, la banda de conducción que está vacía. La fracción de electrones excitada de esta manera depende de la temperatura y del salto entre bandas, que es la diferencia de energía entre las dos bandas. Al excitar estos electrones en la banda de conducción se dejan atrás huecos cargados positivamente en la banda de valencia, que también pueden conducir la electricidad.
En los semiconductores, las impurezas afectan ampliamente a la concentración y al tipo de los portadores de cargas. Las impurezas donantes (de tipo n) tienen electrones de valencia extra con energías muy cercanas a las de la banda de conducción que pueden ser fácilmente excitados térmicamente hacia la banda de conducción. La impurezas aceptoras (de tipo p) capturan electrones desde la banda de valencia, facilitando la formación de huecos. Si un aislante es dopado con suficientes impurezas, puede darse una transición de Mott y que el aislante pase a ser conductor.

### Superconductores
Los superconductores son conductores perfectos (de resistencia eléctrica cero) mientras estén enfriados por debajo de una cierta temperatura crítica específica para cada material. En ciertos metales y en algunos otros materiales no metálicos, se da una transición a la superconductividad cuando se alcanzan muy bajas temperaturas (sub-criogénicas). El fenómeno ocurre por una interacción entre las partículas que transportan la corriente eléctrica y la estructura cristalina particular del material. Participan varias partes del sistema (en los metales, los fonones), los electrones se emparejan en pares de Cooper. Los pares de Cooper bosónicos forman un superfluido que tiene resistencia cero. Véase la teoría BCS.
Cuando conducen corriente alterna, los superconductores experimentan una pequeña resistencia eléctrica. Según Reitz, Milford y Chisty, la corriente es una mezcla de corriente superconductora, corriente de disipación y corriente de desplazamiento. Esto no incluye a la reactancia, que también se establece en el superconductor al circular corriente alterna, y que no disipa energía. La corriente disipativa es la que experimenta resistencia. Cuando circula corriente continua, la corriente de disipación y la corriente de desplazamiento son cero, por lo que la corriente total experimenta una resistencia cero. Pero no así con corriente alterna. Para la mayoría de los propósitos, la corriente de disipación es tan pequeña que se puede ignorar (Reitz et al dicen hasta 100 GHz), sin embargo, para experimentos sensibles, se tiene en cuenta la pérdida por resistencia. Dicha resistencia aumenta con la frecuencia.
En la presencia de un campo magnético externo, un superconductor puede ser de Tipo I, lo que significa que tiene un solo valor de campo magnético crítico, por encima del cual se pierde toda la superconductividad y por debajo del cual el campo magnético es completamente expulsado del superconductor; o puede ser de Tipo II, lo que significa que tiene dos campos magnéticos críticos, entre los cuales permite la penetración parcial del campo magnético a través de puntos aislados. Estos puntos se llaman vórtices. Además, en superconductores multicomponente, es posible tener una combinación de los dos comportamientos. En ese caso el superconductor es de Tipo-1.5 El valor del campo magnético crítico disminuye, al incrementar la corriente en el superconductor. Esto implica que el superconductor puede conducir menos cantidad de corriente al estar en presencia de un campo magnético externo. Al aumentarse la corriente hasta un valor crítico, el superconductor pierde toda la superconductividad, hasta que se disminuya la corriente, o que se disminuya el campo magnético, o que se baje más la temperatura.

## Electrolitos
Las corrientes eléctricas en los electrolitos son flujos de iones eléctricamente cargados. Por ejemplo, si se somete una disolución de Na+ y Cl– a un campo eléctrico, los iones de sodio se moverán de forma constante hacia el electrodo negativo (Cátodo), mientras que los iones de cloro se moverán hacia el electrodo positivo (Ánodo). Si las condiciones son las correctas, se producirán reacciones redox en la superficie de los electrodos, liberando electrones el cloro y posibilitando que se absorban electrones en el sodio.
El hielo de agua y ciertos electrolitos sólidos llamados conductores de protones contienen iones positivos de hidrógeno que son de movimiento libre. En estos materiales, las corrientes eléctricas están compuestas por protones en movimiento (contrariamente a los electrones móviles que encontramos en los metales).
En ciertas mezclas electrolíticas, poblaciones de iones brillantemente coloreados forman las cargas eléctricas en movimiento. La lenta migración de esos iones a lo largo de una corriente eléctrica es un ejemplo de situación donde una corriente es directamente visible a los ojos humanos.

## Gases y plasmas
En el aire y en otros gases corrientes, por debajo del dominio de ruptura, la fuente dominante de conducción eléctrica es a través de un relativamente reducido número de iones móviles producidos por gases radioactivos, luz ultravioleta, o rayos cósmicos. Dado que la conductividad eléctrica es extremadamente baja, los gases son dieléctricos o aislantes. Sin embargo, cuando el campo eléctrico aplicado se aproxima al valor de ruptura, los electrones libres alcanzan una aceleración suficiente por parte del campo eléctrico como para crear electrones libres adicionales mediante la colisión, y la ionización de los átomos o las moléculas neutras del gas en un proceso llamado ruptura en avalancha. El proceso de ruptura forma un plasma que contiene un número significativo de electrones móviles y de iones positivos, por lo que se comporta como un conductor eléctrico. En el proceso, se forma una senda conductora que emite luz, como una chispa, un arco o un rayo.
Un plasma es un estado de la materia donde algunos de los electrones de un gas han sido separados o "ionizados" de sus moléculas o átomos. Un plasma puede formarse por altas temperaturas, o por la aplicación de un campo eléctrico o magnético intenso. Debido a su masas inferiores, los electrones en un plasma aceleran más en respuesta a un campo eléctrico que los iones positivos de mayor peso, por lo que cargan con el grueso de la corriente.

## Otros
Dado que un vacío perfecto no contiene partículas cargadas, los vacíos normalmente se comportan como aislantes perfectos (serían los mayores aislantes conocidos). Pese a ello, las superficies de los electrodos de metal pueden causar que una región de vacío se convierta en conductora por la inyección de electrones libres o de iones a través tanto de emisiones de campo como de emisiones termoiónicas. Las emisiones termoiónicas ocurren cuando la energía termal excede a la función trabajo, mientras que las emisiones tienen lugar cuando el campo eléctrico en la superficie del metal es lo suficientemente elevado como para causar un efecto túnel, el cual desemboca en el lanzamiento de electrones libres desde el metal al vacío. Se suelen emplear electrodos calentados externamente para generar una nube de electrones como en el filamento o en el cátodo calentado indirectamente de las válvulas termoiónicas. Los electrodos fríos pueden también producir nubes de electrones espontáneamente a base de emisiones termoiónicas cuando se forman pequeñas regiones incandescentes (llamadas puntos catódicos o puntos anódicos). Estas son regiones incandescentes de la superficie del electrodo que son creadas por flujos de corriente localizadamente elevados. Pueden haberse iniciado por emisiones de campo, pero entonces son mantenidas por emisiones termoiónicas localizadas una vez que se ha formado el arco de vacío. Estas zonas de emisión de electrones se pueden formar muy rápidamente, incluso de forma explosiva, en superficies de metal sujetas a campos eléctricos elevados. Las válvulas termoiónicas y los sprytrones son algunos de los interruptores electrónicos y de los dispositivos de amplificación basados en la conductividad en el vacío.